# Душан Црногорчевић
Душан Црногорчевић (Земун, 1948) српски је правник и дипломата. 

## Биографија
На Правном факултету у Београду је дипломирао (1971), магистрирао (1976) и докторирао (1980). Магистарску тезу одбранио је и на Правном факултету Колумбија у Њујорку (1974).
Каријеру је започео 1972. у Институту за упоредно право у статусу асистента. За време рада у Институту објавио је више ауторских и коауторских научних радова у стручним часописима и издањима Института. У Савезни секретаријат за иностране послове (ССИП) прелази у новембру 1978, и то у Службу за међународно-правне послове у звању 2. секретара. После две године одлази на службу у Амбасаду СФРЈ у Сирији као 2. секретар. Пошто се вратио из Дамаска јула 1985. распоређен је у СИД (Служба за истраживање и документацију), где ради прво као 1. секретар, а потом и саветник (шеф Одсека за запад у 1. Оперативној управи). Након 3 године премештен је у амбасаду Југославије у Стокхолму где остаје до јуна 1992. у статусу саветника односно 1. саветника.
За време одржавања КЕБС-а у Хелсинкију (фебруар - јул 1992) премештен је у главни град Финске као привремени отправник послова и члан југословенске делегације на КЕБС-у. По повратку у Београд 1994. распоређен је у Дирекцију за западну Европу, прво као саветник, а потом и као директор све до премештаја за амбасадора СРЈ у Републици Финској (1997-2001). По повратку у Београд обавља дужност заменика шефа Сектора за билатералне односе, а у јулу 2002. именован је за помоћника министра спољних послова Горана Свилановића, а потом Вука Драшковића за билатералне послове. Од марта 2005. до априла 2009. био је амбасадор СЦГ односно Србије у Румунији. После четири године рада у Букурешту постављен је за директора Дирекције за Америке у МСП.
Након две године именован је за амбасадора Србије у Шведској где остаје све до септембра 2015. године. У истом периоду је обављао дужност амбасадора Србије у Летонији (на нерезиденцијалној основи). У новембру 2015. премештен је за амбасадора у Берлин. Крајем августа 2019. враћа се у Србију, те 16. октобра после више од 40 година у југословенској и српској дипломатији одлази у пензију.
У периоду од 2002. до 2005. обављао је дужност шефа преговарачког тима СЦГ за гранична питања са Хрватском, БиХ и Македонијом. Више година је предавао на дипломатској академији МСП. За време рада у Букурешту организовао је највећу изложбу Народног музеја у иностранству (српско сликарство 1850-1950). Добитник је и награде "Дипломата године 2007" коју додељује политички часопис из Букурешта "Балкан и Европа". Ожењен супругом Љиљаном, са којом има синове Николу и Ивана.